# Когда ты в последний раз видел своего отца?
«Когда ты в последний раз видел своего отца?» (англ. And When Did You Last See Your Father?) — драма, снятая Анандом Такером по сценарию Дэвида Николлса. Фильм основан на биографии Блэйка Моррисона изданной в 1993 году.

## Сюжет
У Блейка Моррисона были сложные отношения со своим отцом Артуром. Он живёт самостоятельно и не стремится поддерживать с ним связь. Но Артур при смерти. Блейк вспоминает свою жизнь и пытается понять и простить отца.

## В ролях
| Актёр             | Роль           |
| ----------------- | -------------- |
| Джим Бродбент     | Артур Моррисон |
| Колин Фёрт        | Блейк Моррисон |
| Джульет Стивенсон | Ким Моррисон   |
| Джина Макки       | Кети Моррисон  |
| Клэр Скиннер      | Джиллиан       |
| Сара Ланкашир     | Бити           |
| Элейн Кэссиди     | Сандра         |